# 桑原しおり
桑原 しおり（くわばら しおり、1972年1月26日 - ）は、フリーアナウンサー。元中国放送（RCC）アナウンサー。広島県広島市出身。

## 経歴
星座はみずがめ座。血液型B型。身長167cm。広島市立牛田中学校、広島市立基町高等学校を経て広島女学院大学文学部日本文学科を卒業後、1994年に中国放送に入社。夕方の情報番組やバラエティ番組、音楽番組など幅広く出演。
2006年頃にビオラ奏者の平野真敏と結婚。2007年3月末で13年間勤務した中国放送を退職後、住まいを東京に移すも、2008年離婚。『桑原しおりの基町こまち』の中で自ら説明した。2009年4月フリーアナウンサーとして広島で活動再開。

## 現在

### テレビ
- イマなまっ!（RCCテレビ）火曜リポーター

### ラジオ
- 平成ラヂオバラエティごぜん様さま（RCCラジオ） 月曜パーソナリティ
  - 2003年3月～2005年3月 上野隆紘と出演、2012年4月～　安仁屋宗八と出演。2019年9月4日（水曜）は中根夕希の代理で横山雄二と出演。

## 過去の担当番組

### テレビ
- TIM神様の宿題（2003年7月～2007年3月）
- なんナン!?
- 気分はヒロイン
- なんでもワイド
- 川島宏治の広島大百科
- RCCときめきストリート
- モテモテロックNight
- 女子アナ天国マル生じゃ
- イマなま3チャンネル（2012年4月～終了 → イマなまっ!）
- RCC NEWS

### ラジオ
- マツダミュージックドライブ
- 平成ラヂオバラエティごぜん様さま
- Rcc/music クールシンジケート
- CD-DOG COUNTDOWN
- なんでもジョッキー
- 桑原しおりの「気分はちょいセレ」
- 中国新聞ニュース（フリー転身後も稀に担当）
- 桑原しおりの基町こまち （2009年4月7日 -2012年3月30日 ）